# Agathia lacunaria
Agathia lacunaria är en fjärilsart som beskrevs av Hedemann 1879. Agathia lacunaria ingår i släktet Agathia och familjen mätare. Inga underarter finns listade i Catalogue of Life.